# ポラリスカブ
ポラリスカブは、日本のバンド。2007年10月結成。ボーカルの荻野哲平が作詞を"ポラリス"という当時住んでいたマンションで行い、作曲を当時乗っていたホンダ・カブを運転しながら鼻歌で作曲していたというのがバンド名の由来だと話している。自主レーベル"CATS HOUSE RECORDS"でリリースを続けていたが2014年よりNo Regret Lifeの小田和奏が運営するspiral-motionからのリリースを発表している。

## メンバー
荻野 哲平（おぎの てっぺい、1985年6月22日 - ）
担当はボーカル・ギター。
作詞のすべてと作曲のほとんどを担当。基本的には恋愛の曲を書く事が多い。
リーダー、てっぺーさん、てっちゃんなどと呼ばれる事が多い。
2013年からはソロでの弾き語りライブなども行っている。
南薗 武（みなみぞの たける、1986年5月27日 - ）
担当はギター・コーラス。
相当なオタクらしく、その様子は彼のブログからも窺える。
角谷 正史（すみや まさし、1月1日 - ）
担当はドラム。
上京後からサポートとして加入。
マーシーの愛称で呼ばれる。
→SCHOOL←の正ドラマー。

### 元メンバー
山崎 徹（やまさき とおる）
担当はドラム。
上京前まで正式メンバーとしてドラムを担当するも、上京時に脱退。
フィッシャンの愛称で呼ばれる。理由は不明。
尾方 準一（おがた じゅんいち）1987年12月1日 - ）
担当はベース。
2017年1月28日に公式サイトにて脱退を発表。
今は男女2人組の「ふれる」として活動している。
ジュンタン、JTなどと呼ばれる。
甘いものとコーヒーが好きらしい。

## ディスコグラフィ

### シングル
- いたずら（会場限定）
  1. 虹色カブ
  2. エニー
  3. いたずら

- ニューデイズ（会場限定）
  1. ニューデイズ

### ミニアルバム
- 奇跡の軌跡（2009年4月10日）
  1. キセキトヨブ
  2. ２２１
  3. きじ
  4. 虹色カブに乗って

- 道標（2010年2月10日）
  1. みちしるべ
  2. メイ
  3. 大濠公園
  4. ミニミニカブに乗って（ボーナストラック）

- L（2013年1月13日）
  1. エル
  2. 愛の星座
  3. cm
  4. シングアソング

- Re:（2013年6月5日）
  1. プリーズ
  2. 電波
  3. ライフ
  4. 真法のスコア

- the notebook:（2014年5月22日）
  1. さよならサンセット
  2. 君に歌う物語
  3. ルーラ
  4. ポールスター
  5. worry

### 参加V.A.
- ONE WAY FIVE HOURS（2008年9月9日）
  1. 5年後の僕からボクへ
  2. またね